# Bataille de Kinsale
guerre de neuf ans en Irlande
Batailles
- Clontibret
- Yellow Ford
- Col de Curlew
- Kinsale

La bataille de Kinsale fut l'ultime bataille de la conquête anglaise de l'Irlande gaélique. Elle se déroula pendant le règne d'Élisabeth Ire d'Angleterre, au paroxysme de la guerre de neuf ans en Irlande, une rébellion lancée par Hugh O'Neill, Hugh Roe O'Donnell et d'autres chefs de clans irlandais en réaction contre la domination anglaise. En raison de la participation des Espagnols et des avantages stratégiques en jeu, la bataille fit aussi partie de la guerre anglo-espagnole de 1585 à 1604, un conflit plus large, où s'affrontèrent l'Angleterre protestante et l'Espagne catholique.

## Contexte: la reconquête de l'Irlande par les Tudor
Depuis le XIIe siècle, l'Irlande était devenue une seigneurie sous l'autorité de la Couronne anglaise. Mais dans les années 1500, la zone contrôlée par le gouvernement se retrouvait réduite au Pale, un domaine entourant Dublin. Le reste du pays était dirigé par de petites seigneuries, organisées autour de clans ou de chefs féodaux. Henri VIII d'Angleterre essaya de réintégrer l'ensemble du pays en reconnaissant les titres irlandais de noblesse, et en leur donnant des chartes royales de propriété en échange de leur soumission à la Couronne. Il créa aussi en 1541 le Royaume d'Irlande, en s'en faisant lui-même le monarque. Mais à chaque fois que les officiels anglais essayaient de contrôler les actions des seigneurs irlandais, ils rencontraient inévitablement des résistances. Les Anglais passèrent les 50 années suivantes à tenter d'exercer leur maîtrise sur la population irlandaise, souvent par des moyens extrêmement brutaux. Le premier conflit majeur que cela provoqua fut les Rébellions des Geraldines du Desmond, entre 1569 et 1583. Dans les années 1590, les forces d'Ulster, commandées par Hugh O'Neill et d'Hugh Roe O'Donnell, montrèrent la plus vive résistance. Cette guerre est connue sous le nom de guerre de neuf ans. Après quelques succès initiaux, les rebelles furent bloqués en Ulster, contraints de défendre leurs propres territoires. À partir de 1591, les rebelles irlandais recherchèrent l'aide de l'Espagne, et, en 1601, en dépit du mauvais temps, un débarquement espagnol se concrétisa enfin.

## Le débarquement espagnol
Malgré l'échec de l'Invincible Armada en 1588 et l'échec des expéditions navales suivantes dans le nord de l'Europe (dont les Armadas ratées de 1596 et de 1597), Philippe III d'Espagne espérait toujours abattre l'influence anglaise. L'aide de l'Espagne fut offerte aux rebelles irlandais, dans l'espoir qu'en bloquant les Anglais dans ce pays, cela les conduirait à retirer des moyens à leurs alliés des Pays-Bas, les États bataves, qui s'étaient engagés dans une longue rébellion contre la domination espagnole, et à la piraterie, qui sévissait le long des routes maritimes dans l'Atlantique.
Philippe envoya en Irlande Don Juan d'Aguila et Don Diego Brochero (es) avec 6 000 hommes, et une importante quantité d'armes et de munition. Cette flotte espagnole était composée de 6 galions, de 11 navires de guerre et d'une trentaine de navires-magasins. Le mauvais temps sépara les navires, et neuf d'entre eux, qui transportaient la majorité des soldats vétérans et la poudre, durent rebrousser chemin. Les 3 400 hommes restants débarquèrent à Kinsale, au sud de Cork, le 2 octobre 1601. Ils prirent possession de la ville et du château de Rincurran sans rencontrer de résistance, les 150 hommes de la garnison anglaise, commandée par Sir Richard Piercy, s'étant enfuis à leur approche. Le général espagnol envoya immédiatement des messagers en Ulster pour avertir de son arrivée. Les Espagnols s'empressèrent de fortifier les maigres fortifications de la ville, afin de résister aux forces anglaises qui approchaient.
En effet, ayant appris le débarquement espagnol, Lord Mountjoy, le Lord Deputy d'Irlande du moment, avait affaibli les garnisons établies autour du Pale, et s'était précipité, avec autant d'hommes qu'il avait pu trouver, vers Kinsale, où il mit le siège. Des renforts arrivèrent par Oysterhaven, un petit bras de mer à l'est de Kinsale, portant l'effectif de ses troupes à 12 000 hommes. Mais beaucoup de ceux-ci tombèrent malades, et seulement 7 500 d'entre eux furent capables de combattre. Sir Robert Leviston vint faire le blocus de la côte avec 10 navires de guerre anglais, après qu'une autre troupe espagnole, commandée par Alonso de Ocampo, eut réussi à débarquer à Baltimore.
Au même moment, Hugh O'Neill et son allié O'Donnell examinèrent leurs positions, avant de se mettre en route, chacun de son côté, avec un total de 5 000 fantassins et 700 cavaliers, pour une marche de 500 kilomètres en hiver. En incluant les 500 hommes de O'Sullivan Beare et les 200 Espagnols d'Ocampo, les effectifs d'O'Neill, d'O'Donnell et de Tyrrel s'élevaient à 6 400 hommes.

## Le siège
Le 17 octobre, Mountjoy établit son camp à Knockrobbin, à moins d'un kilomètre de Kinsale, et les combats s'engagèrent immédiatement entre assiégeants et assiégés, avec des pertes considérables de part et d'autre. Les forces de Mountjoy n'étaient pas capables d'encercler la ville de Kinsale, mais elles s'emparèrent de quelques hauteurs, et soumirent les forces espagnoles à un feu constant d'artillerie. Elles purent reprendre ainsi, le 31 octobre, le château de Rincurran, faisant prisonnière la garnison espagnole qui le tenait. La cavalerie anglaise patrouillait dans la campagne environnante, détruisant le bétail et les récoltes, les deux camps exigeant de la population obéissance et fidélité.
D'autres renforts arrivèrent d'Espagne : six navires espagnols débarquèrent à Castlehaven 2 000 hommes supplémentaires, qui se joignirent aux forces de O'Donnell. Celui-ci et O'Neill avaient hésité à laisser l'Ulster exposé à des attaques, en se rendant dans le sud, d'autant qu'ils redoutaient de manquer d'approvisionnement pour leurs troupes. Finalement, ce furent eux qui coupèrent avec succès les lignes de ravitaillement des Anglais. O'Neill, en installant son camp à 10 km de la ville, empêchait toute communication entre les troupes anglaises et Cork, tandis qu'O'Donnell et les Espagnols, à Castlehaven, les interrompaient de l'autre côté. Les assiégeants étaient devenus à leur tour des assiégés, et, en décembre, le manque de provisions, allié aux rigueurs de l'hiver, commençait à faire des victimes parmi l'armée de siège, beaucoup mourant de dysenterie ou de malaria.
O'Neill était d'avis de faire durer cette situation, car, pour lui, il ne faisait aucun doute que cette armée, de qui dépendait tout le sort de la domination anglaise en Irlande, prise en tenaille entre les Irlandais et les Espagnols, ne pourrait être qu'inéluctablement détruite. Mais Don Juan d'Aguila, las d'un siège qu'il subissait depuis longtemps, demanda aux chefs irlandais, de la façon la plus pressante, d'attaquer le camp anglais, les assurant que, de son côté, il effectuerait une vigoureuse sortie, présageant que ces efforts conjugués conduiraient à un triomphe facile sur un ennemi affaibli par la famine et la maladie. O'Donnell ne partageait pas l'idée du blocus d'O'Neill. Ardent et entreprenant, il considérait qu'ils devaient au roi d'Espagne de faire montre d'une attitude plus active. Finalement son avis prévalut, et O'Neill donna avec réticence son accord.
Le 3 janvier 1602 du calendrier grégorien (le 24 décembre 1601 du calendrier julien pour les Anglais), ils organisèrent une attaque surprise pour la nuit suivante. Mais on dit qu'ils passèrent une partie de celle-ci à se disputer sur des questions de préséance, et, sûrs de leur victoire prochaine, sur la répartition des futurs prisonniers. Ils finirent par se mettre en marche, en trois colonnes, conduites par Richard Tyrrell (en), Hugh O'Neill et Hugh Roe O'Donnell. Mais, partis trop tard, ils ne purent atteindre leur objectif avant l'aube, et ils furent aperçus par les sentinelles anglaises.
D'ailleurs Mountjoy avait été averti de ces tractations par Mac Mahon, un des chefs insurgés, et par l'interception de quelques lettres entre d'Aguila, O'Neill et Ocampo. Après avoir laissé un certain nombre de régiments garder le camp et couvrir Kinsale, Mountjoy, avec 1 600 hommes, marcha sur l'ennemi, qu'il rencontra sur la ligne de crête au nord-ouest de la ville. O'Neill contrôlait cette ligne et, appuyé par Aguila et Tyrell sur ses flancs, il avait l'intention de se battre pour conserver ce contrôle. Mais la cavalerie anglaise, commandée par le maréchal Wingfield et le comte de Clanrickard, après avoir traversé un marécage, tomba sur une grande compagnie ennemie qu'elle dispersa rapidement et qu'elle mit en fuite. Le reste de l'armée, cédant à la panique, suivit son exemple, excepté les Espagnols et l'avant-garde de Tyrell, qui, avec vaillance, tinrent tête pendant un moment, avant d'être eux-mêmes dispersés. Ocampo, le général espagnol, fut fait prisonnier lors d'une charge de la cavalerie de Mountjoy, conduite par Sir William Godolphin. O'Neill ordonna à ses troupes de se retirer dans les marais, espérant que la cavalerie anglaise s'y embourbât. En fait, celle-ci continua à charger parmi les rangs d'O'Neill et empêcha une contre-attaque par le flanc d'O'Donnell.
Lors de cette singulière action, on dit que les Anglais n'eurent qu'un cornette tué, celui du régiment de Sir Richard Greame, et cinq ou six officiers et une trentaine de soldats blessés, alors que 1 200 Irlandais tombèrent dans la bataille ou pendant leur fuite et que 800 autres furent blessés.
Cette opération révéla que l'infanterie irlandaise était mal préparée pour des batailles rangées, et qu'elle ne connaissait pas la formation en carré. Elle démontra également l'efficacité de l'utilisation de la lance par la cavalerie anglaise, comparée à la cavalerie irlandaise, qui montait sans étriers et lançait l'épée.[réf. nécessaire]

## Conséquences
L'armée irlandaise quitta le champ de bataille en désordre, pendant que l'armée espagnole de soutien, conduite par Ocampo, tentait de résister aux charges et au massacre qui s'ensuivit. La plupart des Irlandais s'enfuirent en Ulster, tandis qu'une petite partie resta pour continuer à se battre avec O’Sullivan Beare.
Les Anglais reprirent leur encerclement de la ville de Kinsale. Aquila avait bien conscience que sa situation était désespérée sans la présence des troupes irlandaises. De plus, le siège lui avait fait perdre beaucoup d'hommes. Il sollicita des pourparlers, et Sir William Godolphin fut désigné pour s'entretenir avec lui. Le 12 janvier, le Lord Deputy, Mountjoy, accepta la reddition des Espagnols avec des conditions honorables. Ceux-ci abandonnaient aux Anglais la ville de Kinsale, ainsi que quatre châteaux qu'ils tenaient toujours le long de la côte sud-ouest, en échange d'un départ avec les honneurs : étendards arborés et musique militaire, et la fourniture de navires pour le retour en Espagne des 3 027 hommes restants avec leurs armes, leur artillerie, leurs munitions et le trésor de l'armée. Au moment du départ, d'Aguila ignorait qu'une force espagnole supplémentaire venait d'être dépêchée. Inférieurs en nombre, privés de renforts et d'approvisionnement, et sous le feu constant des Anglais, les Espagnols avaient défendu avec bravoure et succès la ville de Kinsale contre tous les assaillants pendant plus de trois mois.
Cette défaite mit fin à l'aide espagnole en Irlande et à la plupart de la résistance irlandaise. Les forces de l'Ulster retournèrent dans leur province d'origine, et, après deux années supplémentaires d'une guerre d'usure, les derniers Irlandais se rendirent en 1603, peu après la mort de la reine Élisabeth. L'année suivante, l'Angleterre et l'Espagne conclurent une paix définitive en signant le Traité de Londres de 1604; cette paix durera jusqu'en 1625.
O'Donnell alla à Castlehaven, où il prit un bateau pour l'Espagne. Il y fut bien reçu, mais il mourut mystérieusement quelques mois plus tard à l'âge de 29 ans. On dit qu'il fut empoisonné par un certain James Blake, un espion au service de George Carew.
O'Neill retourna dans son Ulster natal, puis il décida de partir pour l'Espagne. Il fut accompagné par beaucoup de partisans et des chefs de moindre importance, dans ce qui fut appelé la Fuite des comtes. Leur intention était toujours de lever une armée pour chasser l'autorité anglaise hors de leur province. Mais les terres qu'ils abandonnèrent furent rapidement divisées au bénéfice des Plantations en Ulster, et ils ne purent jamais revenir. L'administration anglaise vit là une occasion idéale pour s'emparer de la plus grande partie des terres d'Ulster, et d'y faire venir des Écossais presbytériens des Lowlands pour les cultiver. Les Anglais avaient atteint leur objectif de détruire la culture gaélique, de se débarrasser du système clanique et des chefs les plus turbulents. Dans le long terme, ce fut un désastre, en créant l'environnement qui produit encore actuellement des troubles en Ulster et leur cortège de souffrance et de détresse pour des millions de personnes des deux cultures.

## Source
- (en) Cet article est partiellement ou en totalité issu de l’article de Wikipédia en anglais intitulé « Siege of Kinsale » (voir la liste des auteurs) (édition du 11 février 2008).